# Cristina Damm
Cristina Damm Pereira (siglo XX- siglo XXI), también conocida como Cristina Damm viuda de Frías, fue una arquitecta, urbanista e investigadora boliviana.
Damm Pereira obtuvo su título en arquitectura en la Universidad Mayor de San Andrés, realizó estudios urbanos y proyectos de restauración, además de ejercer la docencia, obteniendo el título de docente emérita, en la Facultad de Arquitectura de la Universidad Mayor de San Andrés. En 2011 ejerció el cargo de vicedecana de la Facultad de Arquitectura.

## Distinciones
En 2012 recibió  la medalla al Mérito Docente Arq. Emilio Villanueva Peñaranda, máxima distinción de la Facultad de Arquitectura.

## Vida personal
Damm se casó con el también arquitecto Alfonso Frías Terán, con quien compartía su pasión por la arquitectura y el patrimonio, juntos tuvieron una hija, también arquitecta.

## Obra

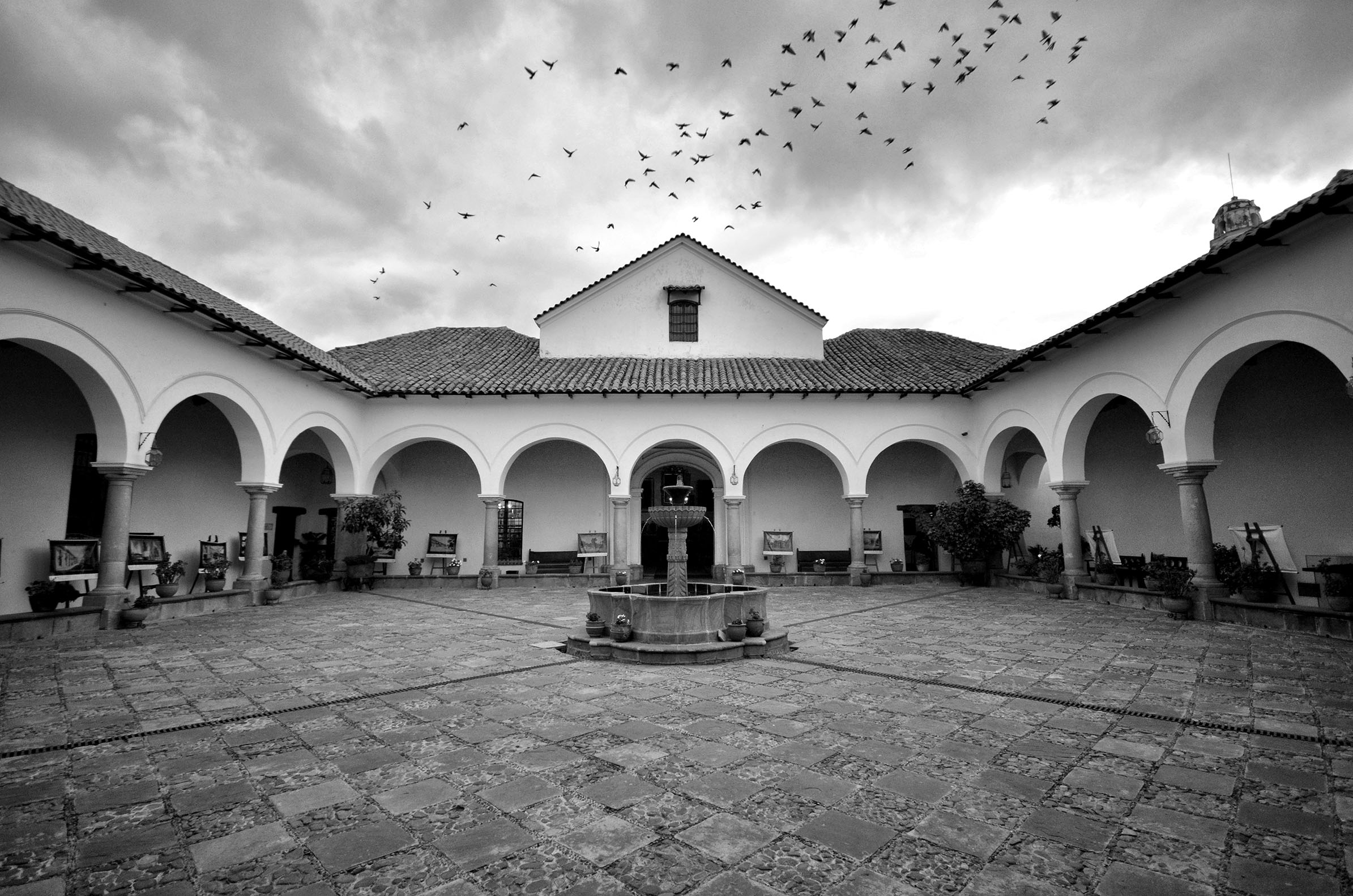
Casa de la Libertad en Sucre, monumento histórico de Bolivia, cuya restauración dirigió Damm.

En los años 70 dirigió la restauración de la Casa de la Libertad en Sucre, y fue parte del Consejo del Plan Regulador de Sucre.
Entre su obra escrita se encuentra:
- Alfonso Frías el arquitecto - reflexiones sobre algunas de sus obras.[5]

- Sopocachi, el Montículo y Llojeta : propuestas para una gestión del Patrimonio Cultural engarzada en el contexto de la ciudad de La Paz.

## Sopocachi y el montículo
Uno de sus trabajos más importantes en cuanto a producción como investigadora fue el realizado alrededor del Montículo, un hito urbano de la ciudad de La Paz ubicado en uno de los barrios más tradicionales: Sopocachi en este trabajo desarrolla un análisisi histórico y urbano identificando a los pobladores aimaras que precedieron la urbanización e integración de esta zona agrícola al área urbana de La Paz en el s XX.